# Cervesa artesana

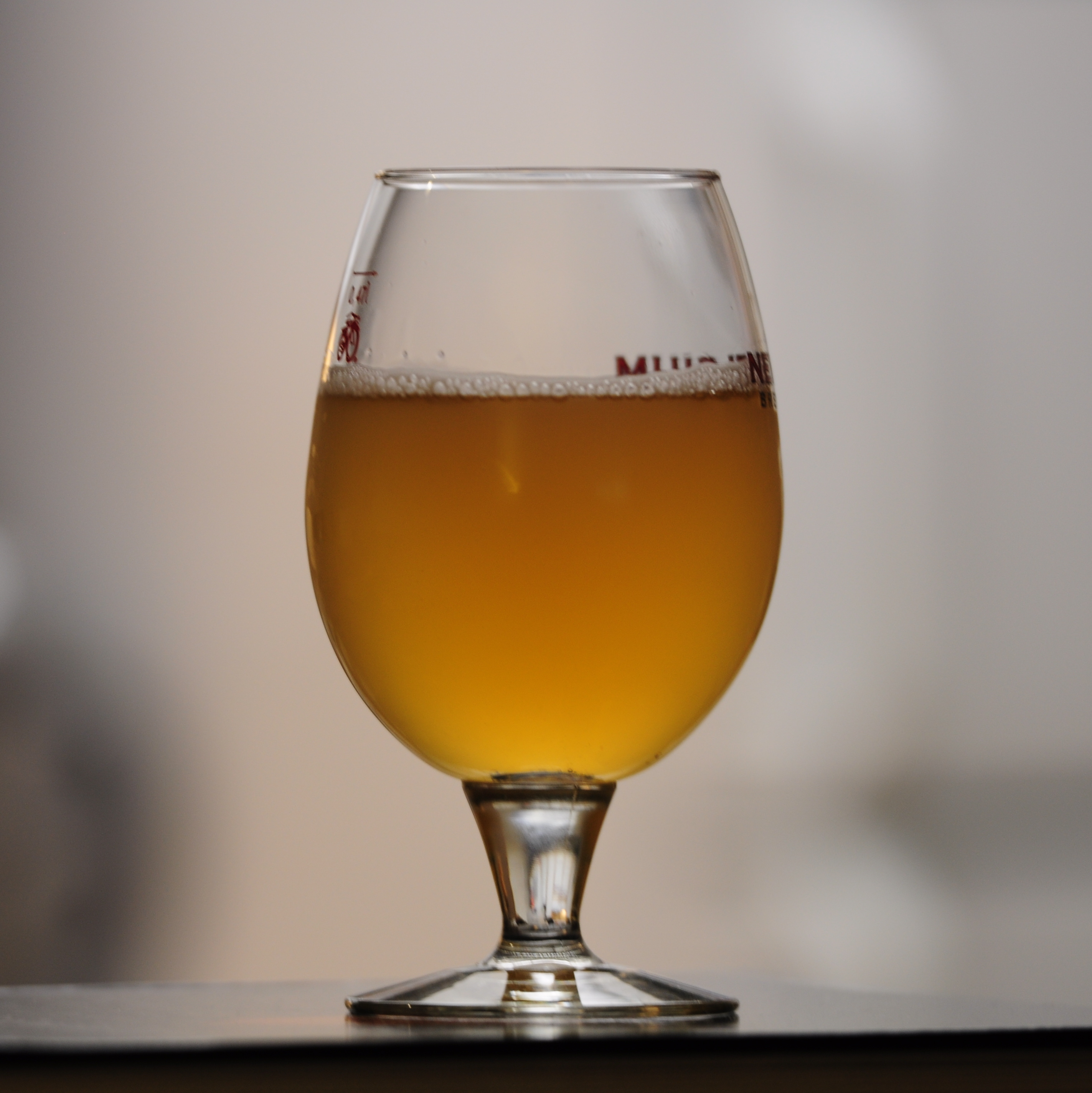
Got de cervesa artesana.

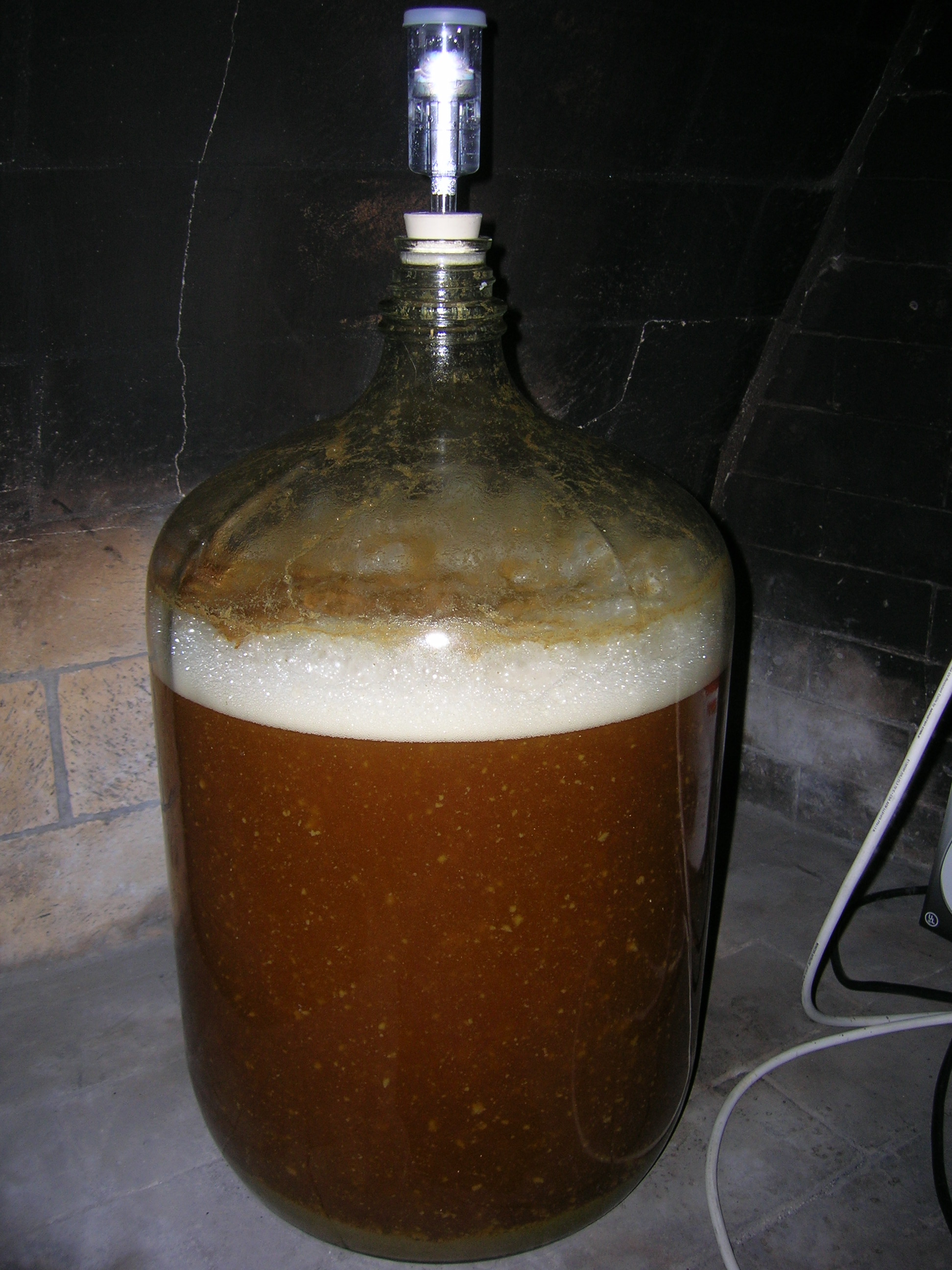
Fermentador de vidre.

Les cerveses artesanes són cerveses sense additius ni conservants i sense pasteuritzar. Estan vives i són un producte evolutiu, que canvia cada dia una mica, amb presència de llevat viu (visible o no). És un procés natural a partir del gra, malt, sense utilitzar extractes ni productes diferents de l'aigua, llevat, llúpol i el cereal per fer el malt.
El sistema d'elaboració consta de cinc etapes bàsiques: maceració, cocció, refredament, fermentació (la primera en un fermentador i la segona en la mateixa ampolla) i envasat. Per garantir la qualitat del producte els lots de producció de cervesa artesana tenen un màxim de 7500 litres per caldera de cocció. No s'admet l'ús de calderes de gelatinització, amb l'objectiu d'obtenir fonts extres de sucres a partir d'ingredients com el blat de moro o l'arròs. La gasificació de la cervesa es fa de manera natural durant la segona fermentació.
El procés artesà ha de ser un procés «tot gra» que parteix del gra (maltejat o no). No s'admet cap tipus d'extracte (ni de malts ni de llúpols) per a l'obtenció del most de la cervesa. Tampoc no s'admet l'ús d'additius ni coadjuvants tecnològics (antioxidants, conservants, colorants, estabilitzants, etc.) sintètics. En algunes varietats la composició pot incloure també altres matèries primeres naturals per aromatitzar-les (sucres, espècies, fruites, etc.).

## Gremi d'Elaboradors de Cervesa Artesana i Natural
El Gremi d'Elaboradors de Cervesa Artesana i Natural és una associació de microcerveseries creada el 2011. Fundada per nou socis inicials, el 2014 ja en són 18. La GECAN té un doble objectiu: el reconeixement legal de la cervesa artesana i l'adequació dels impostos especials d'alcohol a les normatives europees respecte a les microcerveseries.